# Trichlora peruviana
Trichlora peruviana är en amaryllisväxtart som beskrevs av John Gilbert Baker. Trichlora peruviana ingår i släktet Trichlora och familjen amaryllisväxter.
Artens utbredningsområde är Peru. Inga underarter finns listade i Catalogue of Life.